# Alchornea ulmifolia
Alchornea ulmifolia är en törelväxtart som först beskrevs av Johannes Müller Argoviensis, och fick sitt nu gällande namn av Isao Hurusawa. Alchornea ulmifolia ingår i släktet Alchornea och familjen törelväxter.
Artens utbredningsområde är Nansei-shoto. Inga underarter finns listade i Catalogue of Life.